# Rappin' 4-Tay
Rappin' 4-Tay (nacido como Anthony Forté) es un rapero estadounidense de San Francisco, California. Su debut se produjo en el álbum de Too Short; Life Is...Too Short, pero tras el lanzamiento del disco fue detenido por tráfico de drogas. Después de ser absuelto, debutó en solitario Rappin' 4-Tay Is Back!!!, en 1992. Dos años más tarde, grabó su segundo álbum, titulado Don't Fight The Feeling. Aunque con sus discos tenía éxito, sobre todo en el área de San Francisco, no acababa de triunfar dentro del mainstream, a pesar de colaborar con 2Pac en "Only God Can Judge Me". Tras los sencillos "I'll Be Around", "Cap 45 niggas with one bullet" y "Icecream Nigga", llegó en 1996 Off Parole, en 1997 4 tha Hard Way, en 1998 Bigga Than Da Game y en 1999 Introduction to the Mackin.
Su canción más popular es "Playaz Club", de Don't Fight the Feeling.

## Discografía
- 1992 Rappin' 4-Tay Is Back!!!
- 1994 Don't Fight The Feeling
- 1996 Off Parole
- 1997 4 tha Hard Way
- 1998 Bigga Than Da Game
- 1999 Introduction to the Mackin'
- 2003 Gangsta Gumbo

- Datos: Q711710